# Achrus jaxartus
Achrus jaxartus är en insektsart som beskrevs av Mitjaev 1971. Achrus jaxartus ingår i släktet Achrus och familjen dvärgstritar. Inga underarter finns listade i Catalogue of Life.